# Kakmuž
Kakmuž (cyr. Какмуж) – wieś w Bośni i Hercegowinie, w Republice Serbskiej, w gminie Petrovo. W 2013 roku liczyła 1691 mieszkańców.